# Lepidolejeunea dentata
Lepidolejeunea dentata là một loài Rêu trong họ Lejeuneaceae. Loài này được (H. Rob.) R.M. Schust. mô tả khoa học đầu tiên năm 1980.